# بخش روچا
بخش روچا (به لاتین: Rocha Department) یکی از بخش‌های اروگوئه است. بخش روچا ۶۸٬۰۸۸ نفر جمعیت دارد.